# Потереба
Потере́ба (пол. Hołowelskie Potereby) — село в Україні, у Крупецькій сільській громаді Шепетівського району Хмельницької області. Населення становить 111 осіб.

## Географія
На півночі від села бере початок річка Корчик.
Село розташоване на півночі Шепетівського району, на відстані 11 км від автошляху Н25 та 25 км від м. Славута.
Сусідні населені пункти:

## Історія
З початку 20 століття було заселене переважно польськими переселенцями.
У 1906 році село Аннопільської волості Острозького повіту Волинської губернії. Відстань від повітового міста 23 верст, від волості 9. Дворів 13, мешканців 66.
7 (20) листопада 1917 року, відповідно до Третього Універсалу Української Центральної Ради, увійшло до складу Української Народної Республіки.
У 1921 році, після підписання Ризького договору за селом проліг кордон між СРСР та Польщею, у селі розташовувалась прикордонна застава.
У 1931 р. було організовано Потеребську польську раду. Діловодство та службове листування було переведено на польську мову.
Створення сільських рад дозволило вирішити чимало своїх економічних та соціальних проблем. Отримавши право на відносну самостійність, вони почали активно відроджувати свої господарства, що були зруйновані під час громадянської війни.
Наприкінці 1920-х рр. було ліквідовано «неп» та розпочалась форсована насильницька колективізація, селяни виступили проти насильницької колективізації, проти інших заходів радянської влади (зокрема розкуркулення), вимагали демократизації суспільно-політичного та культурного життя. Частими були випадки, коли люди у відчаї намагались перейти кордон з Польщею.
В 1935 р. була ліквідована Потеребська польська рада. Приводом до цього стало повстання селян Шепетівської округи проти колективізації у 1930 р. вони розпочались в Плужанському районі, а потім перекинулись на інші. Після цього було прийняте рішення про депортацію 30 політично неблагонадійних сімей у Луганську область і Казахстан як таких, що не проявили себе під час зміцнення колгоспів і кордону.
Депортантів звинувачували у зв'язках з антисоціальним елементом та родичами у Польщі, контрабанді, проведенні релігійної пропаганди тощо.
Зі спогадів мешканки м. Славута, 1923 року народження, сім'я якої жила в Потеребі:
| «1935 рік. Зима була сувора, випало багато снігу, тріщали морози. Наша сім'я відсвяткувала зустріч Нового року, Різдво, готувались до свята Водохрещення. За декілька днів до свята приїхали в Потеребу представники НКВС, зібрали людей на збори, а потім закликали по одному до кабінету. Всім тим, кого викликали, було оголошено зібратись за 7 днів в дорогу з сім'ями...»[4] |
| «…всіх повантажили у товарні вагони. Возили нас днів 10, спочатку поїзд пішов на Чернігів, там чіпляли вагони з такими, як ми. Потім нас привезли у Харків, де відчепили декілька вагонів, а нас і направили на Донбас. Висадили нас з поїзда на ст.Должанка, де зустрічали нас з музикою і лозунгами про те, що приїхали "добровольці". В дорозі діти позастужувались і до кінця зими важко хворіли. У вагонах було дуже холодно, маленьких дітей відігрівали біля залізної печі, яка стояла посередині вагона. Нас привезли у село Бірюково і поселили в хаті, у якій уже було напалено. Нас поселяли у порожні хати, звідкіль ще раніше відправили сім'ї місцевих козаків до Сибіру.»[4] |
Висланим сім'ям було дозволено повертатись на Славутчину у 1947 році.
На початку 30-х років створено колгосп імені Чкалова. В 1960 році після другого укрупнення колгосп ім. Чкалова був приєднаний до колгоспу імені Щорса село Лисиче, пізніше став ССГ «Дружба». В 1994–1996 роках землі Потереби увійшли до підсобного господарства ХАЕС. У 2000 році селяни вирішили повернути право власності на землю, і в 2003 році Господарський суд Хмельницької області задовольнив їх позов. Сьогодні майже всі селянські землі села обробляються фірмами «Інсеко» та «Грін ленд — Славута». Майно колишнього підсобного господарства ХАЕС потрапило у володіння державного підприємства СГП «Хмельницьке», яке збанкрутіло, зараз майно знаходиться під арештом.
Станом на 1 січня 2011 року в Потеребі в 42 будинках мешкали 90 осіб, з них пенсіонерів — 45, дітей шкільного віку — 7, дошкільного — 7, працездатних — 31.

## Населення
Згідно з переписом УРСР 1989 року чисельність наявного населення села становила 150 осіб, з яких 71 чоловік та 79 жінок.
За переписом населення України 2001 року в селі мешкало 111 осіб. 100 % населення вказало своєю рідною мовою українську мову.

## Символіка
Затверджена 17 грудня 2015 р. рішенням № 16 III сесії сільської ради VII скликання.

### Герб
Щит перетятий тричі — ялинопагоноподібно, ялиноподібно та ялинопагоноподібно — на зелені та золоті поля. Щит вписаний в золотий декоративний картуш і увінчаний золотою сільською короною. Унизу картуша напис «ПОТЕРЕБА».
Символізує розташування села серед хвойних лісів. Зелений колір означає лісівництво, а золото — хліборобство.

### Прапор
Квадратне полотнище складається з 4-х горизонтальних смуг, розділених ялинопагоноподібно, ялиноподібно та ялинопагоноподібно в співвідношенні 1:2:2:1 — перемінно зеленого та жовтого кольорів.

## Галерея

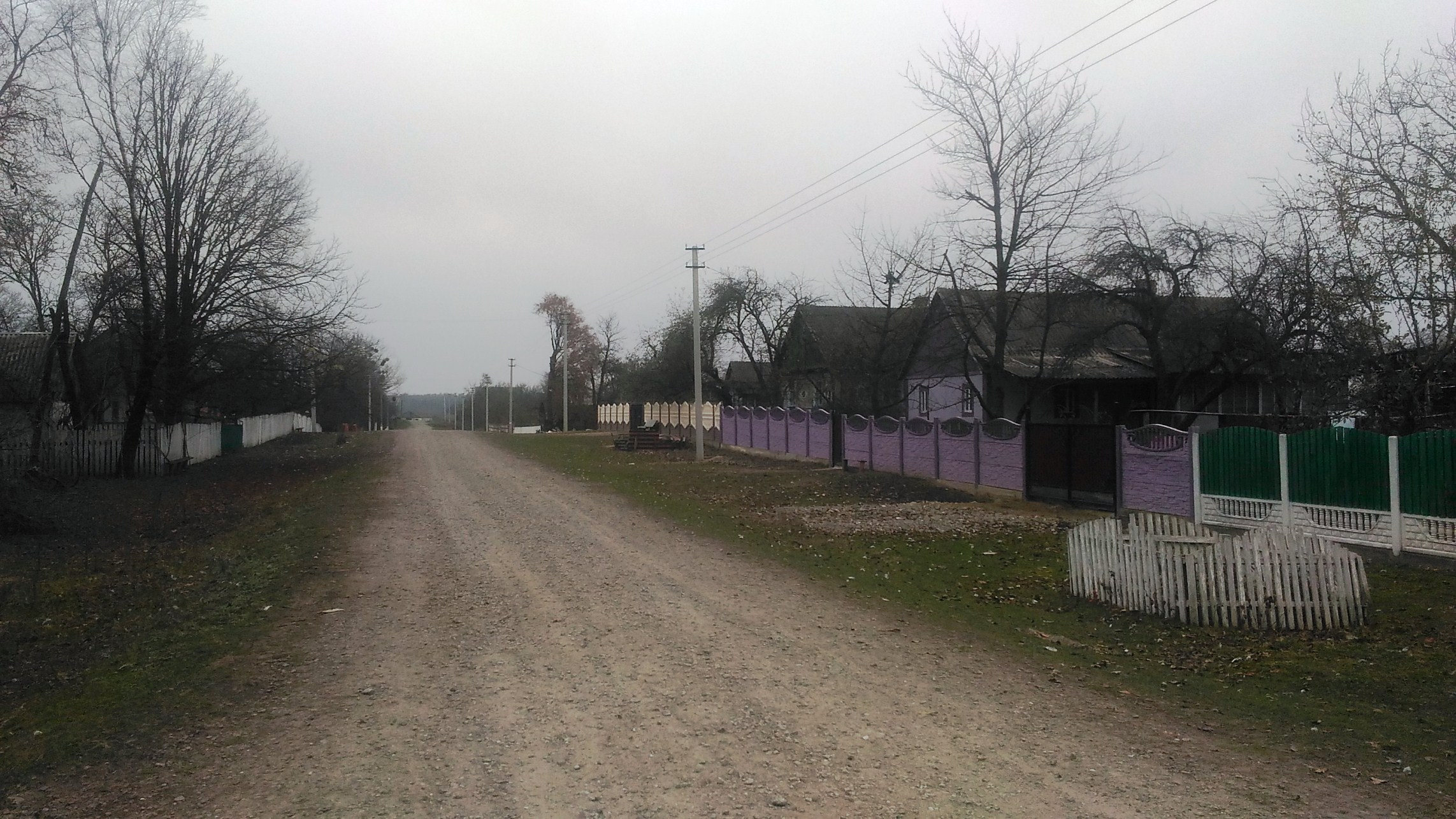
Центральна сільська вулиця
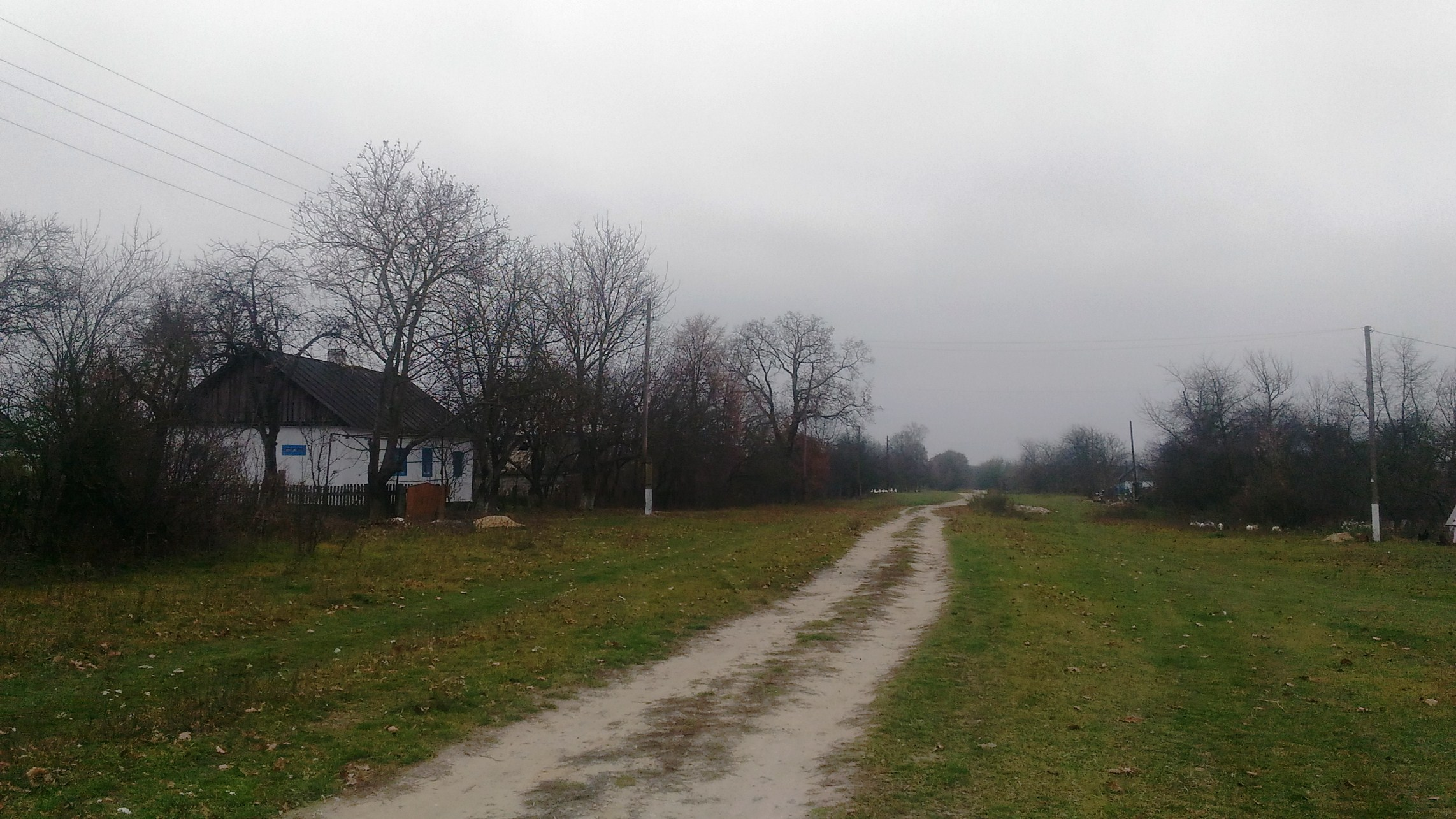
Сільський будинок
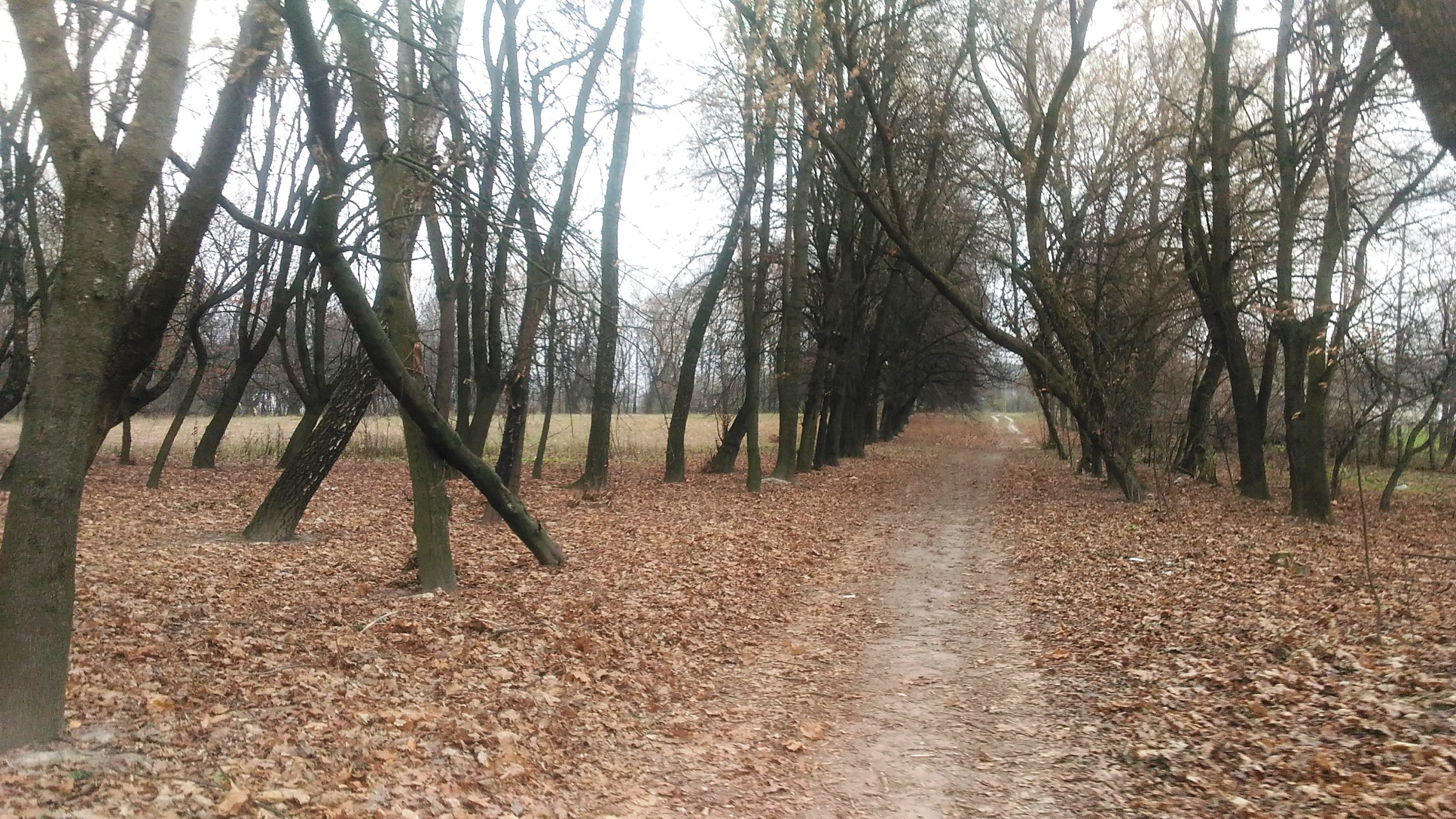
Сільський стадіон в парковій зоні